# Бєлов Василь Михайлович
Василь Михайлович Бєлов (5 січня 1925 — 15 квітня 1993) — учасник Другої світової війни, телефоніст стрілкового батальйону 11-ї мотострілецької бригади 10-го танкового корпусу 40-ї армії Воронезького фронту, Герой Радянського Союзу (23.10.1943), червоноармієць.

## Біографія
Народився 5 січня 1925 року в селі Строкіно в селянській родині. Русіянин. Працював у колгоспі. У жовтні 1941 року переганяв колгоспне стадо через Івановську область в Башкирію. Після цього проживав в селі Підлубово Кармаскалинського району Башкирської АРСР.
У січні 1943 року призваний в Червону армію Бузов'язовським райвійськкоматом Башкирської АРСР.
Учасник Другої світової війни з лютого 1943 року в посаді телефоніста стрілецького батальйону 11-ї мотострілецької бригади. Воював на Воронезькому фронті. Відзначився в боях при форсуванні річки Дніпро в ніч на 24 вересня 1943 року в районі селища Ржищів (нині місто в Україні, у Київській області).
Під сильним кулеметним вогнем противника Бєловим прокладена через річку лінія зв'язку для керування вогнем артилерії, яка підтримувала десантників з лівого берега. При обстрілі лінія часто ушкоджувалася. 25 разів протягом одного дня усував пошкодження. Був поранений і відправлений в медсанбат.
18 жовтня 1943 року Василя Бєлова знову важко поранили в стегно та голову, спрямований на лікування в Мічурінський госпіталь.
За мужність і героїзм, проявлені в боях, червоноармійця Бєлову Василю Михайловичу Указом Президії Верховної Ради СРСР від 23 жовтня 1943 присвоєно звання Героя Радянського Союзу.
Василь Бєлов, який перебував у цей час в госпіталі, так і не дізнався про присвоєння йому вищого ступеня відзнаки країни. Медаль «Золота Зірка» і орден Леніна так і не були йому вручені. Уже в 80-ті роки, коли встановлена подальша доля В.М. Бєлова, вищі нагороди вирішили йому не вручати, оскільки до цього часу він вже мав дві судимості.
З січня 1944 В. М. Бєлов знову брав участь в боях, але в складі іншої частини. У травні 1945 року був поранений втретє.
Учасник радянсько-японської війни 1945 року.
У березні 1950 року демобілізований. Жив в селі Дубки Раменського району Московської області. У 1950-1958 роках працював в колгоспі «Шлях Ілліча», в 1959-1960 роках — вантажником технічного відділу Московського холодильника № 1, в 1960-1962 роках — підсобним робітником Люберецького заводу сільськогосподарського машинобудування, в 1962-1970 роках — вантажником Московського холодильника № 1. у 1970 році засуджений за злісне хуліганство і до 1972 року перебував у місцях позбавлення волі. Після звільнення знову працював вантажником. У 1973 році повторно засуджений за бійку і до 1978 року перебував в ув'язненні. З 1978 року працював вантажником, в 1985- роках — транспортувальником на Московському холодильнику № 1. 
Помер 15 квітня 1993 року.